# Castello di Richmond

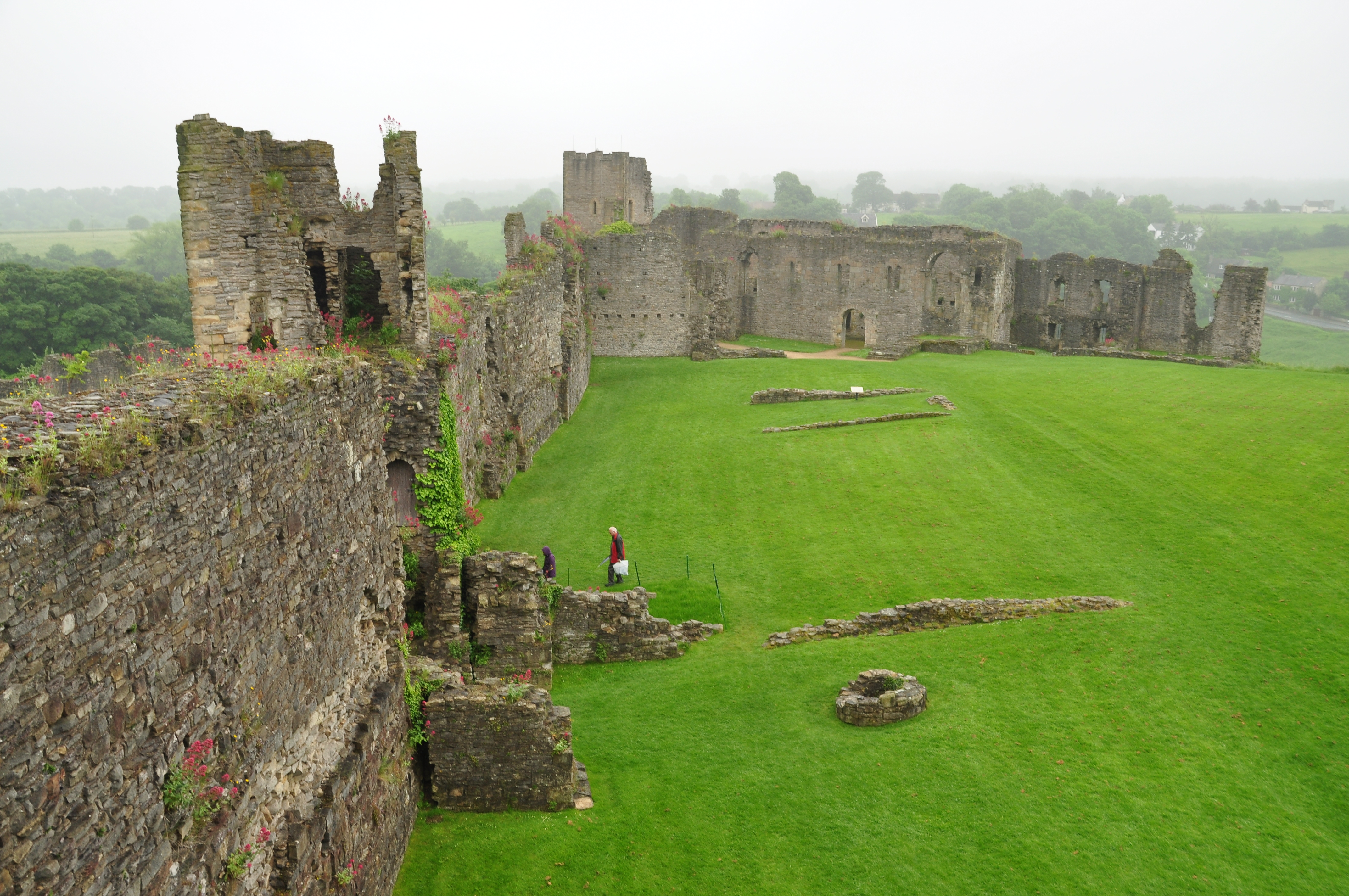
Veduta panoramica del castello di Richmond

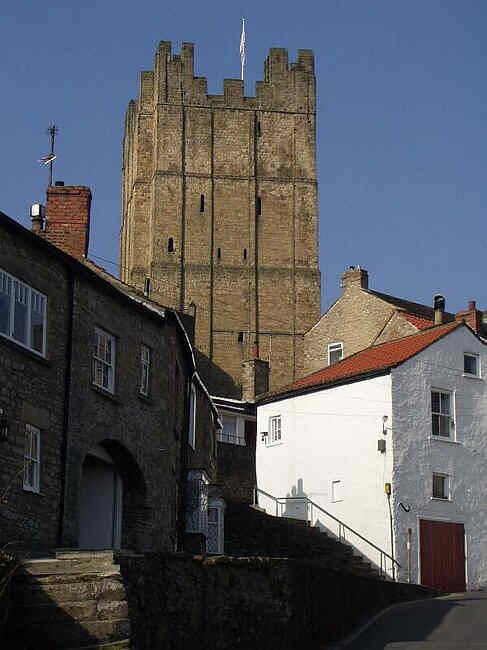
Il maschio del castello di Richmond

Il castello di Richmond (in inglese: Richmond Castle) è un castello fortificato del villaggio inglese di Richmond, nel North Yorkshire (Inghilterra nord-orientale), costruito a partire tra il 1071 e il 1089 ca. per volere di Alano il Rosso. Definito dell'English Heritage "una grande fortezza normanna", è uno dei primi castelli inglesi di epoca post-romana ad essere stato costruito in pietra ed è a pianta triangolare e fu per circa 300 anni di proprietà dei duchi di Bretagna.
Il castello figura anche come uno dei luoghi associati a re Artù.

## Storia
L'edificio fu fatto costruire da Alano il Rosso dopo che del 1071, Guglielmo il Conquistatore gli donò i terreni della signoria di Richmond.
La costruzione terminò intorno al 1089. A differenza di altri castelli dell'epoca, l'edificio fu realizzato in pietra, materiale che sarebbe stato diffuso in opere simili soltanto a partire dal XII secolo.
Dopo la morte di Alano, il castello divenne di proprietà dei duchi di Bretagna. Uno dei nuovi proprietari, Conan il Piccolo, vi fece costruire il maschio visibile tuttora.
Nel 1174, fu imprigionato nel castello di Richmond Re Guglielmo Leone di Scozia, che era stato catturato ad Alnwick.
Nel 1647, soggiornò nel castello Carlo I che si era appena arreso agli Scozzesi.
Nel corso della prima guerra mondiale, fu utilizzato come prigione, dove venivano incarcerati gli obiettori di coscienza, come ad esempio il gruppo conosciuto come "I sedici di Richmond".

## Architettura
L'edificio si erge su una collina che domina il fiume Swale ed è a pianta triangolare.  In origine era protetto da due cinte murarie.
Lungo la cinta muraria vi sono numerose torrette. Il maschio possiede un pianterreno a volta.
Tra i punti d'interesse del castello, figura la Robin Hood's Tower.

## Leggende
Secondo una leggenda, il castello sorgerebbe su una grotta dove si troverebbero le tombe di re Artù e dei suoi cavalieri, pronti a risvegliarsi per difendere l'Inghilterra.
Si racconta che un uomo del posto di nome Peter Thompson avrebbe visto all'interno della grotta il corno di re Artù e la spada Excalibur, prima di sentire una voce che lo chiamava.